# Мор ап Кенеу
Мор ап Кенеу (валл. Mor ap Ceneu, лат. Marius; около 435—470) — правитель королевства Эбрук, государства на территории Старого Севера. Около 450 года, после смерти своего отца Кенеу ап Коэля, стал королём Эбрука. Он воевал с пиктами и саксами. В 470 году Мор умер и его сыновья вновь разделили страну на две части.